# Kontradiktornost
Kontradiktornost (z lat. contra dicere = mluvit proti, oponovat) znamená v obecné rovině vyjevováních sporných skutečností cestou polemiky, sporu. Vše v občanském soudním řízení je podrobeno debatě účastníků, kteří mají právo vyjádřit se ke všem skutečnostem a ke všem důkazům, což se týká i nesporného řízení. Jako jeden ze základních právních principů by měla být kontradiktornost připuštěna v každém řízení, bez ohledu na jeho povahu.